# District historique de Christiansted
Le district historique de Christiansted est un district historique de Christiansted, dans les Îles Vierges des États-Unis. Il est inscrit au Registre national des lieux historiques depuis 1976.

## Historique
Le district historique de Christiansted comprend 253 bâtiments dont plusieurs à l'architecture néo-Renaissance danoise et antillaise, notamment le Site historique national de Christiansted, lui-même inscrit au Registre national des lieux historiques depuis 1976.